# Кукурузна совица
Кукурузна (памукова) совица (лат. Helicoverpa armigera) је врста лептира, штеточина која је изузетно полифагна, напада више од 250 гајених биљака. Присутна је не само на кукурузу, већ и на другим биљкама као што су паприка, парадајз, сунцокрет, соја, дуван. Распрострањена је у Европи, Азији, Африци, Аустралији. То је миграциона врста која лети и до 500 км. 

## Изглед
Лептир је здепаст, типичног изгледа за совице, широких груди, са трбухом који се према крају сужава. Предња крила су сивкасто жуте боје, задња крила су свјетлија од предњих, са мрком пругом поред спољне ивице и тамном пјегом по средини. Распон крила износи 30—40 мм. Јаја су лоптастог облика са спљоштеним базалним дијелом. Свјеже положена јаја су сјајно—жутобијела, а прије пиљења ларви постају тамносмеђа. Гусјенице нарасту и до 40 мм и у току развића пролазе 6 ларвених ступања. Њихова боја варира од свијетлих нијанси па све до црних, у зависности од ступња. Иако наликују сродницима из потпородице, могуће их је препознати у скоро сваком ларвеном ступњу. Одмах по пиљењу, неспецифичне су и скоро провидног, слузавог интегумента. Како расту, папилозне основе сета постају истакнутије и црне, а интегумент типично дорзално прошаран финим беличастим маркацијама. Боја од светло мрке прелазази у зелену.  Сазревањем, дорзум постаје све тамнији, са нешто светлијим субдорзалним пољима. Уочљива је и широка, светло нарандџаста латерална линија, која због специфичног положаја гусенице делује исталасано. Због масовног храњења и убушавања, интегумент је сјајан и благо слузав. 

## Циклус развоја
Кукурузна совица има двије до три генерације годишње, у зависности од временских прилика. Презимљава у стадијуму гусјенице или лутке, на дубини од 4-8 цм. Женке памукове совице полажу јаја на метлици, свили, клиповима или дијелу стабла око клипова, а радо насељавају кукуруз, поготово када се период цвјетања поклапа са интензивним полагањем јаја. Једна женка може да положи и до 500 јаја. Свјеже положена јаја су бијеле боје, а пред пиљење постану браонкаста. Развој једне генерације се заврши за мјесец дана.

## Штеточина
Штете прави гусјеница. Оне се на кукурузу најчешће хране свилом, а потом се завлаче под комушину клипова и изгризају тек формирана зрна или зрна у млијечно—воштаној зрелости. У условима сушног љета долази до миграције ове штеточине на сочне плодове повртарских биљака. Усљед високих температура и дужег сушног периода биљке кукуруза, главног домаћина наведене штеточине, постају грубе и мање атрактивне за исхрану, па оне прелазе на плодове паприке и парадајза. Гусјенице се убушују у плодове парадајза и паприке, праве штете у њима и тешко су уочљиве. Поред директних штета од гусјеница, могу се јавити и индиректне које се огледају у масовној појави гљивичних обољења послије њиховог напада. 

## Мјере сузбијања
Сузбијање памукове совице треба обављати првенствено на кукурузу као њеном главном домаћину. Довољно је правовремено и квалитетно уништавати кукурузовину и то сјецкањем и заоравањем остатака. Хемијско сузбијање примјеном инсектицида је веома отежано. Инсектициди су ефикасни само ако се примјене у периоду од пиљења гусјеница до њиховог убушивања у стабљику или плод. То је период након 5—6 дана након почетка полагања јаја, када доминирају младе гусјенице, које су најосјетљивије према инсектицидима. Инсектициди који се користе за сузбијање ове штеточине на кукурузу јесу Карате(Karate), Фастак 10(Fastac 10). 
Смањењу бројности навадене штеточине доприноси, прије свега, правилан плодоред. Треба избјегавати гајење паприке и парадајза послије кукуруза, а потребна је и просторна изолација, односно што већа удаљеност поља под паприком и парадајзом од површина засијаних кукурузом. 